# Карлштадт, Андреас
Карлштадт (нем. Karlstadt; собственно Андрей Рудольф Боденштайн, Andreas Rudolff-Bodenstein von Karlstadt; ок. 1482, Карлштадт — 24 декабря 1541, Базель) — религиозный писатель, богослов, полемист, проповедник, представитель немецкого протестантизма, выдающийся деятель Реформации, вошедший в историю под прозвищем по родному городу. С 1517 года сподвижник Мартина Лютера, впоследствии его идейный противник.

## Жизнь, религиозная деятельность, сочинения
Карлштад происходил из семьи Петера Боденштайна, уроженца небольшого городка Карлштадт на р. Майн, в политическом и церковном отношении зависевшего от расположенного неподалёку Вюрцбурга. Точная дата рождения Карлштадта долгое время была неизвестна, вследствие чего в литературе давались различные предположительные датировки (напр., 1477). В 1980-х годах обнаружен памятный листок, выпущенный в Базеле вскоре после смерти Карлштадта, где сообщалось, что он скончался "на пятьдесят пятом году жизни; на основании этого заключают, что он родился в 1486 году. При рождении Карлштадту было дано имя Андреас Рудольф; прозвище Карлштадт (первоначально фон Карлштадт, т..е «из Карлштадта») он начал использовать в Виттенберге наряду с родовой фамилией; впоследствии оно вытеснило фамилию и именно под ним Карлштадт стал широко известен.
Отец Карлштадт был состоятельным человеком и несколько раз избирался городским бургомистром. По словам Карлштадта, он с детства был воспитан в католическом благочестии. Первые документальные сведения о Карлштадте относятся к концу 1499 года, когда он прибыл в Эрфурт и начал обучение на факультете искусств Эрфуртского университета. В течение нескольких семестров он учился в университете вместе с Лютером, который находился в Эрфурте с 1501 года, однако нет сведений об их общении в это время. Хотя многие преподаватели университета были приверженцами номинализма и via moderna в схоластике, Карлштадт, по-видимому, не проявлял интереса к новым веяниям в схоластической теологии. Царивший в Эрфурте дух гуманизма был ему чужд, и во многом вследствие желания получить более традиционное теологическое образование Карлштадт переехал в Кёльн.
17 июня 1503 года имя Карлштадта было внесено в матрикул Кёльнского университета; он был принят в состав коллегии (бурсы) Монтанум. Вскоре после прибытия Карлштадта в Кёльн ректор университета томист Валентин Энгельхарт инициировал переработку учебной программы коллегиума, направленную на то, чтобы обучение студентов в нём осуществлялось преимущественно по сочинениям Фомы Аквинского (1225—1274) и в русле его философско-богословских взглядов. Каких-либо подробностей о пребывании в Кёльне не известно, однако предполагается. что именно во время обучения в Кёльне Карлштадт стал убеждённым приверженцем томизма.

## Схоласт в Виттенберге (1505—1516)
Учился в итальянских университетах, с 1510 года — профессор в Виттенберге, был там каноником и архидиаконом. Сначала противник Лютера, Карлштадт перешёл на его сторону и опубликовал 152 тезиса против схоластиков. Участник эпохального Лейпцигского диспута (1519 года) (Карлштадт и Лютер против Иоганна Экка), во время которого Лютер провозгласил приоритет Библии над решениями Соборов и папскими буллами.
В отсутствие Лютера, когда тот находился в Вартбурге, Карлштадт потребовал более радикальных реформ — выступил за богослужение на немецком языке, за причащение под обоими видами, уничтожение икон и ликвидацию целибата. Все эти реформы в германской Реформации были воплощены. Первым начал вести богослужения в светской одежде. Требовал запрета использования музыки в церкви (он говорил: «Органы, трубы, флейты — это для театра») — однако эта инициатива не была реализована в Лютеранской церкви. При бездействии властей начал самостоятельно уничтожать изображения в церквях. Под влиянием пророков из Цвиккау, утверждавших, что «Бог прямо говорит сердцу человека», Карлштадт объявил школы и образование препятствием к истинному благочестию. В результате в городе заметно уменьшилось количество школьников и студентов. В 1523 году он оставил профессуру.
После своего возвращения Лютер оспорил наиболее радикальные решения Карлштадта, добился изгнания цвиккауских пророков и лишения Карлштадта постов. В результате Карлштадт перебрался в Орламюнде, где стал пресвитером и обличал Лютера за нерешительность. Так же он вёл активную антикатолическую пропаганду, отказался от любых титулов, требовал, чтобы его называли «брат Андреас», а на жизнь зарабатывал физическим трудом, начал проповедовать полигамию как библейскую норму. В свою очередь Лютер яростно полемизировал с Карлштадтом практически до конца Крестьянской войны.
После войны, вынужденный скрываться, Карлштадт обратился за помощью к Лютеру, который решил помочь старому соратнику. Однако Карлштадту запретили проповедовать и печатать свои труды.
В 1527 году, во время спора о евхаристии между Лютером и швейцарцами, Карлштадт снова выступил против Лютера и в 1529 году бежал из Саксонии. В 1532 году, после долгих скитаний, Карлштадт оказался в Швейцарии, где стал приходским священником в Цюрихе и профессором в Базеле. Умер в Базеле в 1541 году от чумы.